# Agabus winkleri
Agabus winkleri är en skalbaggsart som först beskrevs av Gschwendtner 1923.  Agabus winkleri ingår i släktet Agabus och familjen dykare. Inga underarter finns listade i Catalogue of Life.